# Improvviso
Pour plus de détails, voir Fiche technique et Distribution.
Improvviso est un film dramatique italien réalisé par Edith Bruck et sorti en 1979. 
Présenté pour la première fois à la Mostra de Venise 1979 en septembre de la même année, il a été diffusé dans les salles de cinéma après quelques jours seulement.

## Synopsis
Dans une ville de province vit Michele Nardi, un adolescent issu d'une famille de la classe moyenne. Introverti et solitaire, Michele vit sans père dans une grande maison, avec sa mère Anna et sa sœur Luisa, qui jouent un rôle surprotecteur à son égard. Traité comme un enfant et sans défense face au monde et à sa violence mesquine, Michele est maladroit avec les filles et ne parvient pas à se lier avec ses pairs. Il se réfugie dans l'étude du violoncelle, mais son professeur de musique lui témoigne une affection libidineuse.
Perdu et effrayé, il doit se rendre à Rome pour passer un examen de violoncelle. Accueilli par un oncle, il apprend brutalement son passé familial : sa mère, jeune infirmière, l'a conçu dans une relation malheureuse avec un homme qu'elle n'a pu épouser à cause de l'opposition de ses proches, parce qu'il était fiancé à sa tante.
S'arrêtant dans une petite gare de passage, Michele improvise une petite prestation musicale avec son instrument à la demande des passagers en attente d'une correspondance. Dans une sorte d'euphorie des applaudissements qu'il reçoit, il tente une approche maladroite avec une touriste allemande, mais la réaction exagérée de celle-ci l'effraie et le transforme en meurtrier.
Enfermé et transféré d'une prison pour mineurs à l'autre, Michele paie son acte, qui ne s'explique même pas à lui-même, dans un processus inexorable de ruine psychophysique.

## Fiche technique
- Titre italien original : Improvviso[1],[2]
- Réalisateur : Edith Bruck
- Scénario : Edith Bruck
- Photographie : Sebastiano Celeste (it)
- Montage : Carlo Valerio
- Musique : Luis Bacalov
- Décors : Giuseppe Bassan
- Costumes : Marcella De Marchis
- Production : Carlo Tuzii (it)
- Société de production : Rai, Pont Royal Film
- Pays de production :  Italie
- Langues originales : italien
- Format : couleur
- Durée : 95 minutes
- Genre : Drame
- Dates de sortie :
  - Italie : 14 septembre 1979

## Distribution
- Giacomo Rosselli : Michele Nardi
- Andréa Ferréol : Anna, la mère de Michele
- Valeria Moriconi : Luisa, la tante de Michele
- Biagio Pelligra : Luigi, l'oncle de Michele
- Delia Boccardo : Touriste allemande
- Olivia Casadei : la mercenaire
- Marija Tocinoski : le professeur de violoncelle
- Raffaele Baldassarre : Antonio, l'infirmier
- Giuseppe Marcella : le carabinier
- Paolo Fiorino : gardien de prison
- Enrico Marciani : gardien de prison
- Renzo Sperandini : compagnon de cellule
- Aldo Coppola : compagnon de cellule
- Claudio Calabresi : compagnon de cellule